# Nekaf

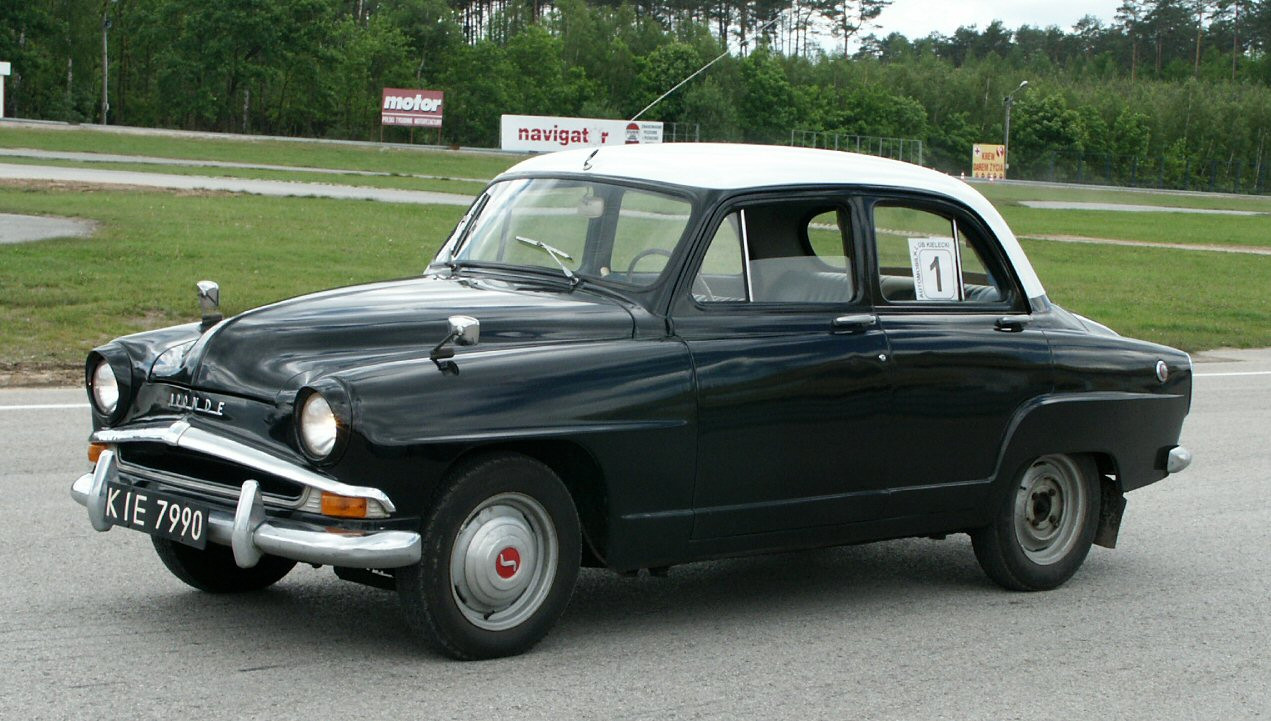
Simca Aronde

De Nederlandsche Kaiser-Frazer Fabrieken NV (Nekaf) was een Nederlandse fabriek, gevestigd te Rotterdam, waar vanaf 1948 auto's werden geassembleerd. Naast modellen van Kaiser-Frazer werd enkele jaren de Nekaf Jeep geassembleerd. Het grootste deel van de productie betrof echter assemblage van Simca-modellen. Nekaf werd in 1958 overgenomen door Chrysler, dat al een aandeel had in Simca. In 1971 werd de fabriek gesloten.

## Ontstaan
Het Amerikaanse Kaiser-Frazer wilde buiten de VS marktaandeel behalen. Omdat veel landen vlak na de oorlog een tekort aan dollars hadden lag een Europese vestiging voor de hand. In 1948 was de Benelux opgericht en een Benelux-vestiging zou de auto's kunnen verkopen in de drie Benelux-landen zonder importheffingen. Wegens de destijds lage lonen in Nederland werd voor een vestiging in dat land gekozen. In Nederland ging de strijd tussen Amsterdam en Rotterdam. In Rotterdam kon de fabriek het snelst worden gebouwd; er was direct een locatie beschikbaar aan de Sluisjesdijk op de kop van de Waalhaven, en de spanten van de beschadigde Cuba-Mexico loods van de Holland-Amerika Lijn aan de Rijnhaven konden worden hergebruikt. In augustus 1948 werd de bouwvergunning afgegeven, op 30 augustus werd de vestiging officieel opgericht
 en op 1 september werd de eerste paal geslagen. In februari 1949 werden de eerste auto's al afgeleverd. Deze waren geassembleerd op basis van complete knocked down-pakketten die uit de Verenigde Staten waren aangevoerd; Nekaf had een dollartoewijzing gekregen voor zesduizend stuks. Voor een aantal onderdelen werden Nederlandse toeleveranciers ingeschakeld, of toeleveranciers uit andere landen in West-Europa. De productie geschiedde tamelijk simpel; zo beschikte de fabriek nog niet over een lopende band.
Halverwege 1949 werd Nekaf door Simca benaderd voor de assemblage van Simca's. In februari 1950 werd de eerste Simca 8-1200 afgeleverd. In dat jaar nam Nekaf ook de distributie van Simca in Nederland over van Fiat-importeur Leonard Lang.
Vanaf 1951 assembleerde men een model van het moederconcern, de Henry J, en in juli van dat jaar begon de assemblage van de Simca Aronde. Vanaf eind 1953 werden ook modellen van het Britse merk Hillman geassembleerd. Het ging om bescheiden aantallen; toen de assemblage van Hillmans in 1956 werd gestaakt waren van de Hillman Minx 1914 stuks geassembleerd en van de Hillman Husky 258 stuks.

## Nekaf Jeep

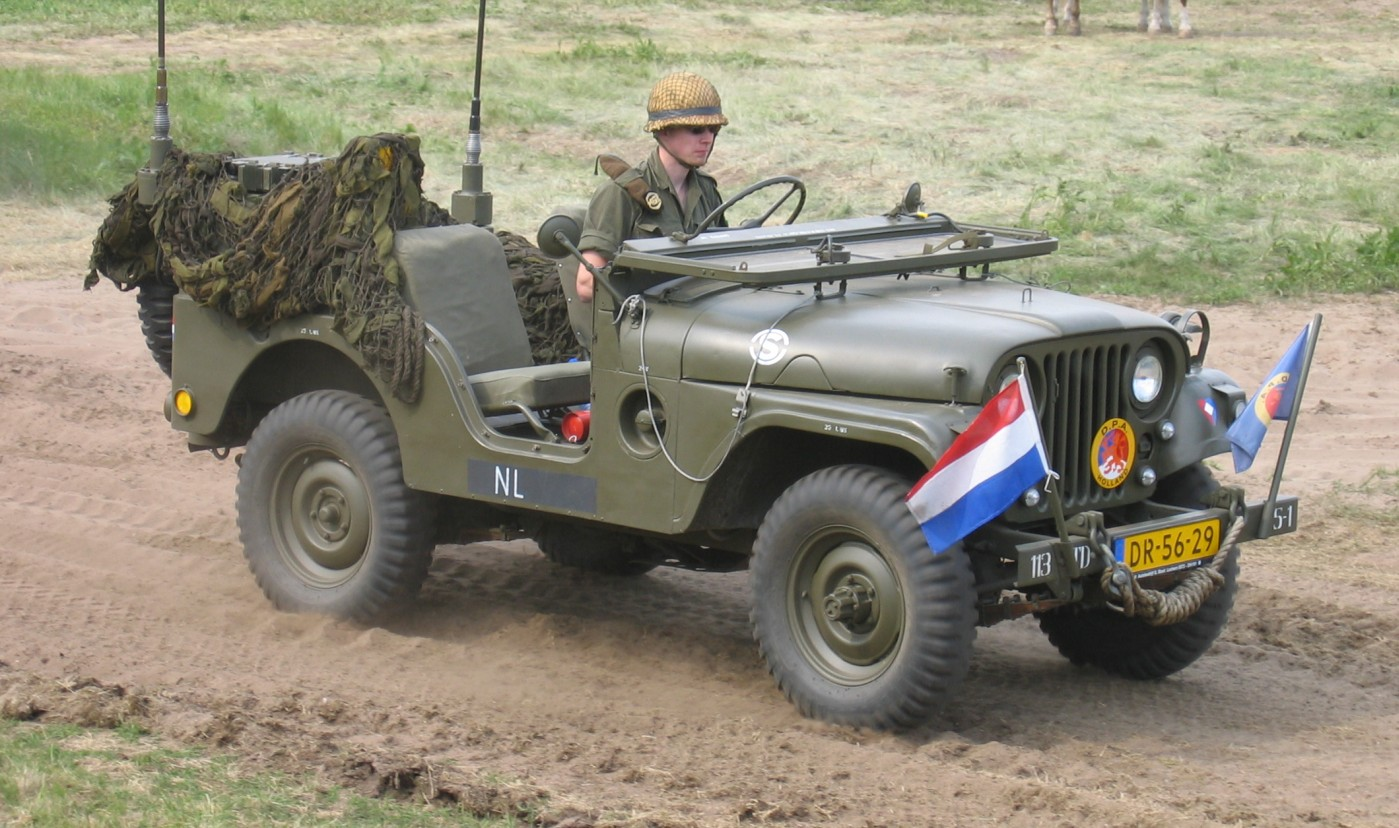
Nekaf-jeep

Het Amerikaanse moederconcern nam in 1953 Willys-Overland over, de belangrijkste producent van jeeps. Van een civiele uitvoering van de Willys MB werden een paar honderd exemplaren bij Nekaf geassembleerd. Het Nederlands Ministerie van Oorlog zocht een opvolger voor de jeeps uit Amerikaanse legervoorraden die tot dan toe werden gebruikt. De keuze viel op de Willys M38A1. Nekaf kreeg in 1955 een order voor de assemblage van vierduizend stuks hiervan, die in Nederland als Nekaf Jeep bekend zouden worden.

## Mijlpalen
Op 5 december 1956 werd de tienduizendste Simca afgeleverd en op 20 december van dat jaar assembleerde Nekaf het 25-duizendste voertuig; dit was een Nekaf Jeep.

## Chrysler Benelux
Hierna ging het voor Nekaf bergafwaarts. Op 8 januari 1957 werd 68 personeelsleden ontslag aangezegd wegens inkrimping van de productie in verband met de Suezcrisis. De omzet en winst over 1957 daalden sterk. Het einde van de assemblageorder voor de Nekaf Jeep kwam in zicht en een vervolgorder werd niet verwacht. Nekaf werd eind 1958 geliquideerd en de assemblagefabriek werd voortgezet als Chrysler Benelux. Chrysler, dat in 1957 al een aandeel had genomen in Simca, sloot haar assemblagefabriek in Antwerpen en concentreerde de assemblage van Chryslermodellen in Rotterdam. Onder andere de Chrysler Valiant werd hier geassembleerd. Door de oprichting van de EEG in 1958 vielen de importheffingen in een groot deel van West-Europa weg, waardoor de assemblage van Simca's in Rotterdam minder lonend werd. De assemblage van semi knocked down Simca's werd voortgezet tot 1962.

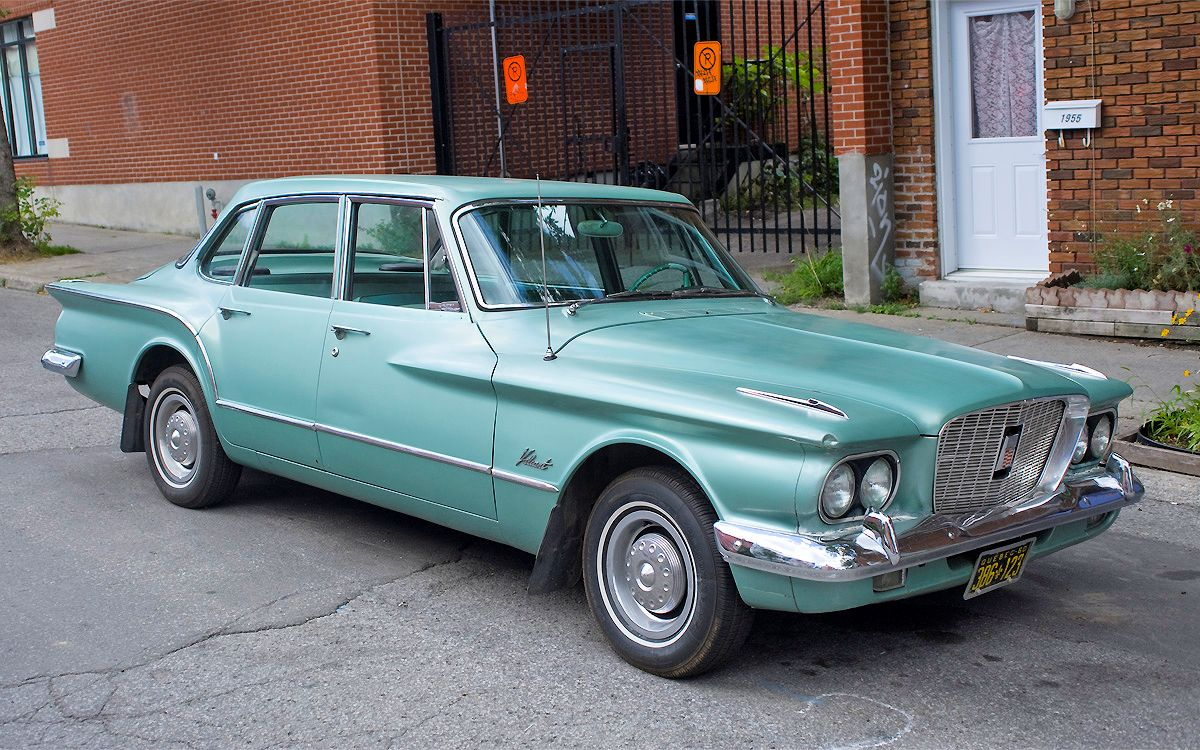
Plymouth Valiant

Tijdens de jaren zestig werden voornamelijk de Plymouth Valiant en de Dodge Dart geassembleerd. In 1962 en 1963 werden daarnaast bij Chrysler Benelux nog 570 stuks Saab 96 geassembleerd. Vanaf 1969 werd bij Chrysler Benelux ook de Simca 1200S geassembleerd, wegens een tekort aan productiecapaciteit bij Simca. Op 21 november 1968 was bij Chrysler Benelux de 50-duizendste auto geassembleerd. Toen in 1970 in het kader van de GATT-akkoorden de importheffingen op Amerikaanse auto's werden afgeschaft verloor Chrysler Benelux haar bestaansreden. Op 1 april 1971 werd door de 275 werknemers enkele uren gestaakt. Half april werd ontslag van 180 werknemers aangekondigd omdat het contract voor de Simca 1200S afliep. In de loop van 1971 werd de fabriek gesloten. Er waren toen 86.406 voertuigen geassembleerd, waarvan 31.637 stuks Simca Aronde. Het fabriekspand werd in augustus verkocht aan de N.V. Handelsveem.